# FirstMerit Tower
Der FirstMerit Tower, auch bekannt als First National Bank Building, First Central Trust Building oder anderen Namen, ist ein Wolkenkratzer in Akron, Ohio und ist seit seiner Fertigstellung das höchste Gebäude der Stadt.
Das Gebäude wurde im der Zeit entsprechenden Architekturstil Art déco entworfen. Über knapp 101 Meter erstrecken sich 27 Stockwerke, weiterhin besitzt es zwei Kellergeschosse. Gebaut unter Nutzung eines Stahlrahmens wurde die Fassade mit Terra-Cotta verkleidet. Es ist heutzutage das Zentrum und ebenso ein Wahrzeichen der Stadt Akron. Hauptmieter ist die US-amerikanische Bank FirstMerit die gleichzeitig auch Namensgeber sind. Das Gebäude wurde auf dem ehemaligen Grundstück des Hamilton Buildings erbaut. Auf dem Dach befindet sich eine etwa 36 Meter hohe Antenne. Diese zählt allerdings nicht zu der architektonischen Höhe. Es dient ausschließlich Bürozwecken.
Um die Jahrtausendwende gab es Sanierungsinvestitionen in Höhe von 2,5 Millionen US-Dollar. Darunter fielen vor allem die Erneuerung der Fassadenbaustoffe wie Kalk- und Sandstein. Eine weitere komplette Sanierung folgte im Jahre 2007. Im Zuge dieser Sanierung wurde das Gebäude in das National Register of Historic Places aufgenommen.